# Fontenailles (Senna e Marna)
Fontenailles è un comune francese di 1 066 abitanti situato nel dipartimento di Senna e Marna nella regione dell'Île-de-France.

## Società

### Evoluzione demografica
Abitanti censiti